# 1972年夏季残疾人奥林匹克运动会印度代表团
1972年夏季残疾人奥林匹克运动会印度代表团是印度派出的1972年夏季残疾人奥林匹克运动会代表团。获得1枚金牌。